# Бразильське нагір'я
17°40′24″ пд. ш. 49°12′00″ зх. д. / 17.673239° пд. ш. 49.200004° зх. д.

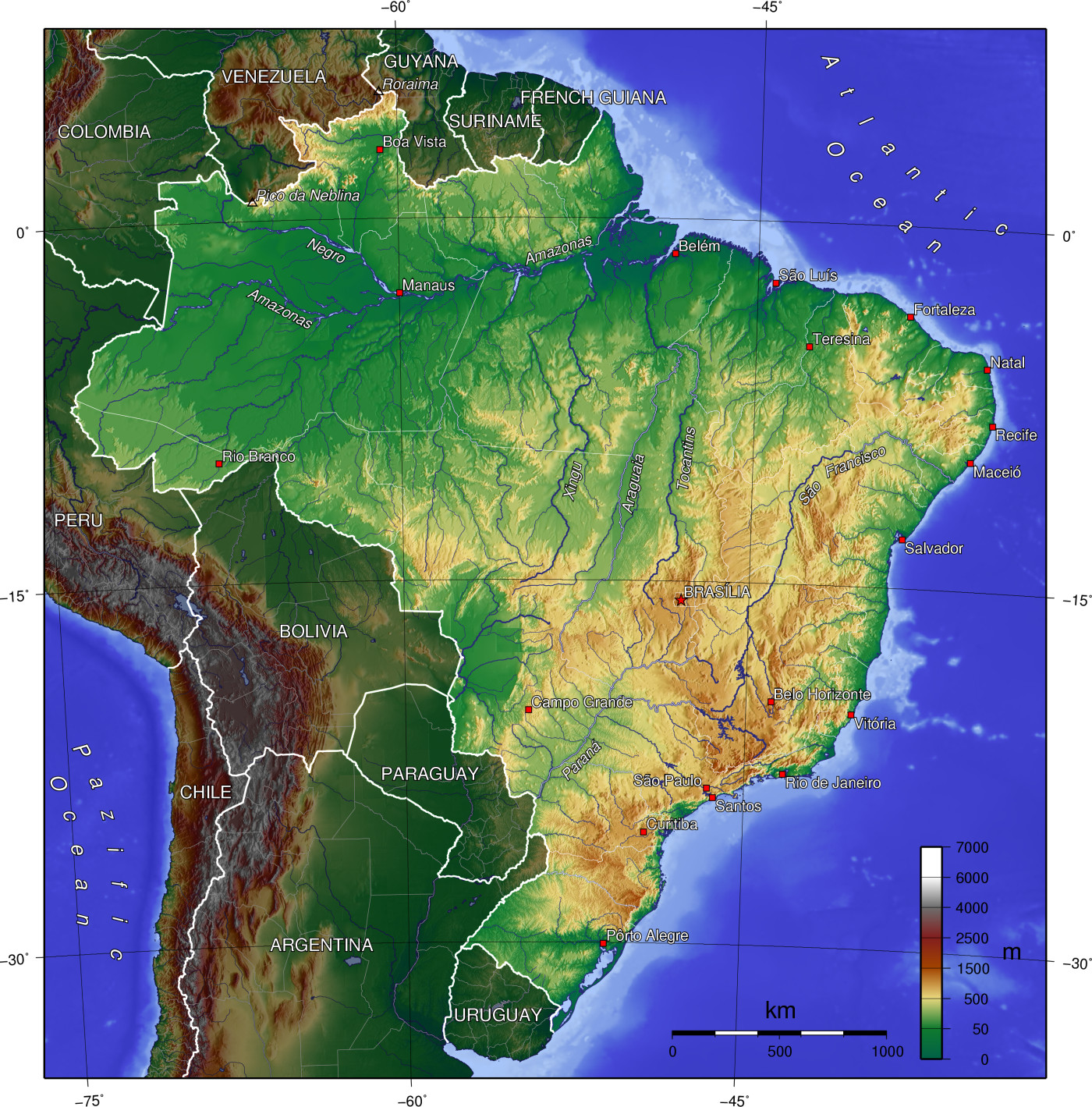
Фізична карта Бразилії

Бразильське плоскогір'я або Брази́льське нагі́р'я  (порт. Planalto Brasileiro) — обширний географічний регіон, що вкриває більшу частину сходу, півдня та центру Бразилії, між 3 і 30° південної широти. За площею Бразильське нагір'я становить майже половину території країни, або приблизно 4 млн км². Крім того, переважна більшість населення країни (більш ніж 95 %) живе на цьому нагір'ї або на вузький прибережній смузі безпосередньо поруч з ним. Висота 200—2000 м, вища точка — гора Бандейра, 2884 м над рівнем моря.
Бразильське нагір'я складене докембрійськими кристалічними породами, які на сході і заході виходять на поверхню (східний і західний бразильські щити), а на решті території вкриті морськими вулканічними і уламковими породами палеозою та мезозою. Багато геологічних формацій регіону складені стародавними базальтовими потоками лави. Проте, час активної геофізичної діяльності давно минув, зараз ніякої сейсмічної або вулканічної активності немає. Ерозія також зіграла велику частину у формуванні нагір'я, сформувавши значну кількість осадкових порід та сгадивши гори. Східний та південно-східний краї Бразильського нагір'я, розчленований скидами і ерозією, круто обривається до океану та має вигляд глибових гір («сьєрри»); в центральній і північно-східній частині — переважають столові плато («шапади»). Надра Бразильського нагір'я багаті на родовища залізної та марганцевої руди, бокситів, золота, алмазів, гірського кришталю, берилу, цирконію, торію, урану тощо.
Бразильські нагір'я також відоме великою біорізноманітністю, яка знайдена там, в межах нього існує кілька різних біомів, різні кліматичні умови, багато видів ґрунтів і тисячі видів тварин та рослин. 
| Бразилія | Це незавершена стаття з географії Бразилії. Ви можете допомогти проєкту, виправивши або дописавши її. |